# ジョン・ワシントン
ジョン・ワシントン（John Washington, 1633/4年 – 1677年）は、バージニア植民地のイングランド系アメリカ人。初代アメリカ合衆国大統領ジョージ・ワシントンの先祖にあたる。

## 生い立ち
ローレンス・ワシントンとAmphillis Twigden（1633年4月 エセックスのPurleigh生まれ）の息子として生まれた。イースト・ライディング・オブ・ヨークシャーSouth Caveに財産を所有するようになり、1656年、バージニア植民地に移住した。商船の二等航海士になり、その船のポトマック川での沈没後、引き揚げがなされたが、航海士は辞任した。

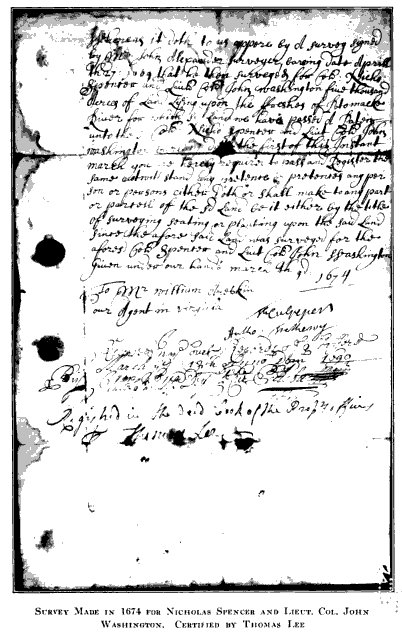
1674年の調査で、トーマス・リーにより、5000エーカーのland grantがジョン・ワシントンとニコラス・スペンサーに認められた。後のマウントバーノンである。

## バージニア植民地
1656年に初めてバージニアに来て、プランテーションを経営するナサニエル・ポープ大佐の家に滞在し、娘アンと恋に落ちた。
アン・ポープと結婚し、アンの父から結婚祝いにNorthern Neckウェストモアランド郡Mattox Creekの700エーカー (2.8 km2)の土地を貰い、裕福な農場主となった。奴隷や年季奉公によるタバコやkitchen cropsの栽培に依存していた。バージニア州House of Burgessesに定住し、植民地内の政治家となった。
ベイコンの反乱につながる事件の間、バージニアの民兵大佐に任命された。敵対者やインディアンの酋長との和平交渉中にメリーランドの人を支援する一団を率いた。民兵は、様々な部族の6首長を殺し、インディアン達は虐殺に対し、入植者達を後に襲撃して報復した。ウィリアム・バークレーはインディアン酋長の殺害について、ワシントンを強く批判したが、入植者はワシントンの虐殺を支持した。インディアンと入植者との関係が悪化した。

## 結婚と家族
1657年にアン・ポープと結婚し、3人の子供がいた。
- ローレンス・ワシントン（1659年生）
- ジョン・ワシントン（1661年生）
- アン・ワシントン（1662年生）

アンの死後、アン・ジェラードと結婚した。彼女に先立たれ、彼女の妹フランシス・ジェラードと結婚した。
ジョンとアン・ポープはコロニアルビーチのジョージ・ワシントン Birthplace National Monument に埋葬された。彼の墓は家族墓地で最大である。

## 遺産
地元アングリカン・コミュニオンの教会区（バージニア州設立の教会）の名前が彼に敬意を表し、ワシントンに変更された。